# 방천화극

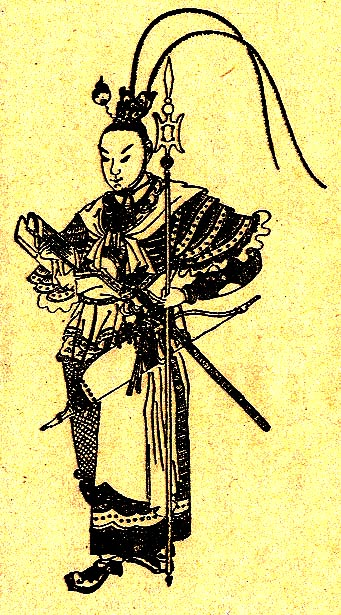
여포와 방천화극

방천화극(方天畵戟)은 중국 삼국 시대의 장수인 여포(呂布)와 당나라의 장수인 설인귀(薛仁貴)가 사용한 무기로 유명하며 월아가 양쪽에 달려 있다. 월아가 한쪽에 달린 것은 청룡극(靑龍戟)이라 한다.
《삼국지연의》에서는 여포 이외에도 손책(孫策)의 부하인 송겸(宋謙)이나 고정(高定)의 부하인 악환(鄂煥)이 사용하며, 소설 《수호전》에 등장하는 인물인 여방(呂方)과 곽성(郭盛), 방걸(方傑)이 사용하는 무기이기도 하다.
하지만, 방천화극 형태의 무기가 나타난 것은 송나라 이후이기 때문에 여포가 이 무기를 실제로 사용했을 리는 없으며, 진수(陳壽)가 기록한 정사 《삼국지》에서도 등장하지 않는다.

## 같이 보기
- 방천극
- 적토마
- 여포
- 여방
- 곽성
- 방걸